# Fronteira Somália-Somalilândia
A Fronteira Khatumo-Puntlândia ou Fronteira Somália-Somalilândia é a delimitação entre a Khatumo e a Puntlândia, estado autônomo da Somália. A fronteira de Somália com a do território de Somalilândia é disputada por Somalilândia não ser um país reconhecido internacionalmente. Ela se estende a partir do litoral banhado pelo Golfo de Aden até a região extrema-leste da Etiópia. Sua extensão é de cerca de 410 km. 

## História
Anteriormente, a fronteira delimitava a Somalilândia britânica da Somália italiana, que através de um acordo firmado em 1 de julho de 1960, entre a Itália e a Grã Bretanha, passaram a fazer parte da República da Somália. Em maio de 1991, Somalilândia se autodeclarou independente da Somália; e mesmo tendo se estabilizado um governo em 1993, e a constituição em 1997, nenhum governo estrangeiro reconheceu a independência da Somalilândia, até o momento; e a fronteira só é usada administrativamente pelo país autodeclarado.

Em agosto de 1998, Puntlândia se declarou um estado autônomo da Somália, se afastando do conflito que ocorria no sul do país; e a fronteira entre Somalilândia e Puntlândia permaneceu pacífica até o ano de 2018, quando ambas as regiões entraram em conflito armado, reivindicando Sool e Sanag. Em 2023, novos conflitos ocorreram, com o clã Dhulbahante de Puntlândia reivindicando a cidade Las Anod, da região de Sool, como sua capital.